# Francisco Rubio (rugbista)
Francisco Rubio (Buenos Aires, 9 gennaio 1964) è un ex rugbista a 15, allenatore di rugby a 15 e dirigente sportivo argentino, responsabile per la selezione élite provinciale della Federazione rugbistica argentina.

## Biografia
Proveniente dal Buenos Aires CRC, club nel quale crebbe rugbisticamente, Rubio disputò la sua carriera seniores argentina nel Banco Nación, club corporativo della provincia bonaerense, nel quale militò dal 1983 al 1990, riportando in due occasioni (1986 e 1989) il campionato dell'URBA (Unión de Rugby de Buenos Aires, campionato provinciale della Capitale argentina).
Si trasferì in Italia nel 1990, alternandosi tra Paganica (AQ) e Lazio; gli ultimi tre anni di carriera li trascorse come giocatore-allenatore al CUS Roma, occupandosi della guida tecnica delle giovanili del club.
Divenuto allenatore a tempo pieno, prese in Argentina la guida del Banco Nación (1997) e, dal 1998 al 1999, dei seniores del suo primo club, il Buenos Aires; dal 1999 al 2004 assunse poi un ruolo dirigenziale come istruttore tecnico per l'URBA delle cui selezioni giovanili U-18 e U-20, dal 2002, divenne anche allenatore.
Del giugno 2008 fu la proposta di allenare in Italia, nel club romano di Super 10 Capitolina, che Rubio accettò; dopo la decisione del club di dismettere la prima squadra per partecipare al progetto di franchigie per la Celtic League, Rubio è tornato ad allenare in Argentina, chiamato dalla fedetrazione argentina; nel giugno 2009 ha ricevuto l'incarico di tecnico della squadra élite della provincia di Buenos Aires.